# Jim Pavese
James Peter „Jim“ Pavese (* 8. Mai 1962 in New York City, New York) ist ein ehemaliger US-amerikanischer Eishockeyspieler, der im Verlauf seiner aktiven Karriere zwischen 1979 und 1991 unter anderem 362 Spiele für die St. Louis Blues, New York Rangers, Detroit Red Wings und Hartford Whalers in der National Hockey League (NHL) auf der Position des Verteidigers bestritten hat.

## Karriere
Pavese verbrachte seine Juniorenkarriere zwischen 1979 und 1981 in der Ontario (Major Junior) Hockey League (OMJHL/OHL), wo er in diesem Zeitraum kurzzeitig bei den Peterborough Petes spielte, anschließend etwas mehr als eine Spielzeit bei den Kitchener Rangers aktiv war und als deren Mannschaftskapitän fungierte sowie schlussendlich bei den Sault Ste. Marie Greyhounds, wo er seine Zeit bei den Junioren im Verlauf der Spielzeit 1981/82 beendete. Während seines Engagements in Kitchener war der Verteidiger im NHL Entry Draft 1980 in der dritten Runde an 54. Stelle von den St. Louis Blues aus der National Hockey League (NHL) ausgewählt worden, die ihn im Verlauf der Saison 1981/82 in ihre Organisation und damit in den Profibereich holten. Insgesamt bestritt er 206 OHL-Partien, in denen er 124 Scorerpunkte sammelte.
Der Abwehrspieler debütierte somit Ende November 1981 in der NHL und kam in seiner Rookiesaison zu 45 Einsätzen für St. Louis, davon drei in den Stanley-Cup-Playoffs 1982. In den folgenden beiden Spieljahren bis zum Sommer 1984 gelang es Pavese jedoch nicht, sich dauerhaft in der NHL zu etablieren und kam dadurch auch zu Einsätzen in der Central Hockey League (CHL) für die Blues-Kooperationspartner Salt Lake Golden Eagles und Montana Magic. Erst im Verlauf der Spielzeit 1984/85 erkämpfte sich der US-Amerikaner einen Stammplatz im Abwehrverbund von St. Louis und war dort bis zum Beginn der Saison 1986/87 aktiv. Im Oktober 1986 wurde Pavese zu den New York Rangers transferiert, die später das Viertrunden-Wahlrecht im NHL Entry Draft 1989, das sie bereits in einem vorherigen Transfergeschäft von den Blues erhalten hatten, nach St. Louis zurückgaben. Bei den Rangers fand der Defensivakteur jedoch nicht für lange eine neue sportliche Heimat. Bis zum März des folgenden Jahres absolvierte er lediglich 14 Partien für New York und wurde von diesen an die Detroit Red Wings abgegeben. Die Red Wings schickten im Nachgang ebenfalls ein Viertrunden-Wahlrecht – allerdings im NHL Entry Draft 1990 – nach New York.
Bei den Detroit Red Wings beendete der 25-Jährige die Saison. In der folgenden Spielzeit kam er bis zum März 1989 zu 39 Spielen für Detroit, bevor er erneut Teil eines Transfergeschäfts wurde und im Tausch für Torrie Robertson zu den Hartford Whalers wechselte. Nach sechs Einsätzen beendete Pavese seine Karriere nach der Saison 1988/89 zunächst. Er pausierte allerdings nur eine Saison und kehrte für die Spielzeit 1990/91 noch einmal in den Profibereich zurück. Der 28-Jährige verbrachte die Saison bei den New Haven Nighthawks in der American Hockey League (AHL), ehe er sich im Sommer 1991 endgültig aus dem Profisport zurückzog.

## Erfolge und Auszeichnungen
- 1979 J.-Ross-Robertson-Cup-Gewinn mit den Peterborough Petes

## Karrierestatistik
(Legende zur Spielerstatistik: Sp oder GP = absolvierte Spiele; T oder G = erzielte Tore; V oder A = erzielte Assists; Pkt oder Pts = erzielte Scorerpunkte; SM oder PIM = erhaltene Strafminuten; +/− = Plus/Minus-Bilanz; PP = erzielte Überzahltore; SH = erzielte Unterzahltore; GW = erzielte Siegtore; 1 Play-downs/Relegation; Kursiv: Statistik nicht vollständig)